# Józef Sławuszewski
Józef Sławuszewski (Sławoszewski) herbu Godziemba – wojski większy łucki w latach 1778–1793, wojski mniejszy włodzimierski w latach 1776–1778, konsyliarz konfederacji województwa wołyńskiego konfederacji targowickiej.